# Катерина Захарієва
Екатерина Спасова Гечева-Захарієва (болг. Екатерина Спасова Гечева-Захариева; нар. 8 серпня 1975, Пазарджик) — болгарська юристка та політична діячка, заступниця прем'єр-міністра з питань судової реформи та міністр закордонних справ Болгарії з 2017 до 2021 р.
Здобула юридичну освіту в Пловдивському університеті. З 2001 до 2003 р. вона працювала юристкою. З 2003 р. — юридична радниця, а з 2007 р. — директорка регуляторного та адміністративного управління Міністерства екології та водного господарства. У серпні 2009 р. Захарієва була призначена заступницею міністра регіонального розвитку і громадських робіт. У січні 2012 р. президент Росен Плевнелієв призначив її керівницею свого секретаріату. З березня до травня 2013 р. працювала віцепрем'єром та міністром регіонального розвитку в технічному уряді Марина Райкова, з серпня по листопад 2014 р. обіймала ту ж посаду в перехідному кабінеті на чолі з Георгієм Близнашським.
З 2015 до 2017 р. — міністр юстиції в уряді Бойка Борисова.